# متعدد الحدود لويلكلسون
في التحليل العددي، متعدد الحدود لويلكلسون (بالإنجليزية: Wilkinson's polynomial)‏ هي متعددة حدود خاصة استعملها جيمس ويلكنسون في عام 1963 من أجل تبيين صعوبة إيجاد جذور متعددة للحدود.
{\displaystyle w(x)=\prod _{i=1}^{20}(x-i)=(x-1)(x-2)\cdots (x-20).}